# Chris McCullough
Christopher A. "Chris" McCullough (Bronx, Nueva York, 5 de febrero de 1995) es un baloncestista estadounidense. Con 2,11 metros (6 pies y 11 pulgadas) de estatura, juega en la posición de ala-pívot.

## Trayectoria deportiva

### Universidad
McCullough jugó una temporada de baloncesto universitario con los Orange de la Universidad de Syracuse. A principios de abril de 2015, declaró su elegibilidad para el draft de la NBA, renunciando a sus tres años universitarios restantes.

### Profesional
El 25 de junio de 2015, fue seleccionado en la posición número 29 del Draft de la NBA de 2015 por los Brooklyn Nets. El 1 de julio de 2015, firmó su primer contrato como profesional con los Nets.
El 22 de febrero fue traspasado a los Washington Wizards junto con Bojan Bogdanović, a cambio de Andrew Nicholson, Marcus Thornton y una primera ronda protegida del draft de 2017.
Siendo jugador de los Washington Wizards, durante la temporada 2016-17 sería cedido al Northern Arizona Suns de la NBA D-League.
Durante la temporada 2017-18, también sería cedido a Wisconsin Herd primero y más tarde a Erie BayHawks, ambos de la NBA D-League.
En 2018 se marcha a China para jugar en las filas del Shanxi Brave Dragons.
En 2019 regresa a la NBA D-League para jugar con los Rio Grande Valley Vipers. En ese mismo año tendría pasos por Puerto Rico para jugar con los Brujos de Guayama y Filipinas para jugar con San Miguel Beermen.
En la temporada 2019-20 juega con el Anyang KGC de la Liga de baloncesto de Corea. 
En diciembre de 2020, abandona el Lietuvos Rytas con el que comenzó la temporada y regresa al Anyang KGC de la Liga de baloncesto de Corea, en el que había jugado durante la temporada 2019-20.
Disputó la Copa William Jones de 2024 y el Dubai International Basketball Tournament de 2025 con el Strong Group de Filipinas, y la BCL Asia de 2025 con el Pelita Jaya de Indonesia.

## Estadísticas

### Temporada regular
| Año     | Equipo     | PJ | PT | MPP  | %TC  | %3P  | %TL  | RPP | APP | ROB | TPP | PPP |
| ------- | ---------- | -- | -- | ---- | ---- | ---- | ---- | --- | --- | --- | --- | --- |
| 2015-16 | Brooklyn   | 24 | 4  | 15.1 | .404 | .382 | .478 | 2.8 | .4  | 1.2 | .5  | 4.7 |
| 2016-17 | Brooklyn   | 14 | 0  | 5.1  | .516 | .167 | .667 | 1.2 | .1  | .1  | .1  | 2.5 |
| 2016-17 | Washington | 2  | 0  | 4.0  | .000 | .000 | .500 | 1.0 | .0  | .5  | .0  | .5  |
| 2017-18 | Washington | 19 | 0  | 4.7  | .429 | .125 | .643 | 1.3 | .2  | .0  | .3  | 2.4 |
| Total   | Total      | 59 | 4  | 9.0  | .426 | .306 | .548 | 1.9 | .3  | .5  | .3  | 3.3 |